# Ferdinand Reich
Ferdinand Reich (19 de febrer de 1799, Bernburg, Saxònia-Anhalt - 27 d'abril de 1882, Freiberg, Saxònia), fou un químic alemany codescobridor de l'element químic indi.

## Biografia
Reich estudià a la Universitat de Leipzig i a l'Escola de Mines de Freiberg, en aquesta darrera amb Abraham-Gottlob Werner. Acabats els estudis fou contractat a les mines de ferro de Freiberg el 1819. Realitzà diversos viatges per a completar els seus estudis: Göttingen (1822) i Paris (1823-24). Quan retornà a Freiberg fou contractat com inspector de l'Escola de Mines i ocupà la càtedra de física a partir del 1827. Després fou assessor de la Direcció de l'empresa metal·lúrgica de Freiberg i Conseller General de Mines el 1860.

## Obra
El major descobriment de Reich fou el d'un nou element químic, l'indi. Reich era daltònic, per la qual cosa no podia realitzar anàlisis espectroscòpics, tasca que duia endavant el seu ajudant Hieronymus Theodor Richter. El 1863, quan investigaven la presència de tal·li en els minerals de zinc mitjançant espectroscòpia observaren l'aparició d'una intensa línia de color indi (morat, entre blau i violat) que era la prova de l'existència d'un element nou desconegut i que batejaren amb el nom d'indi per aquesta característica línia espectral.
D'altres investigacions de Reich foren mesures de temperatures en el fons de grutes de les Muntanyes Metal·líferes, estudis d'emanacions tòxiques de minerals en fusió, estudis de geomagnetisme i la demostració de la rotació de la Terra mitjançant experiments de caiguda lliure.